# Stojan Gunczew
Stojan Gunczew, bułg. Стоян Гунчев (ur. 11 lutego 1958) – bułgarski siatkarz, reprezentant kraju, srebrny medalista olimpijski (1980), brązowy medalista mistrzostw Europy (1983).
Podczas igrzysk w Moskwie w lipcu 1980 roku zdobył srebrny medal olimpijski w turnieju mężczyzn. Bułgarska reprezentacja zajęła wówczas drugie miejsce, przegrywając tylko z zespołem ze Związku Radzieckiego. Gunczew wystąpił w czterech meczach – w fazie grupowej przeciwko Związkowi Radzieckiemu (przegrana 0:3) i Włochom (wygrana 3:1), w półfinale przeciwko Polsce (wygrana 3:0) oraz w finale ponownie przeciwko reprezentacji ZSRR (przegrana 1:3).
W 1983 roku zdobył brązowy medal mistrzostw Europy w NRD.